# Bayer 04 Leverkusen
Bayer 04 Leverkusen, poznan tudi kot Bayer Leverkusen, Leverkusen ali enostavno Bayer, je nemški nogometni klub iz Leverkusna. Klub igra v prvi nemški nogometni ligi.
Klub so leta 1904 ustanovili delavci nemškega farmacevtskega podjetja Bayer, po katerem tudi nosi ime. Njihov rival je klub 1. FC Köln.
Bayer je prvič v svoji zgodovini postal prvak nemške Bundeslige v sezoni 2023/24 in s tem končal 11 letno dominanco kluba FC Bayern München.

## Trenerji
Posodobljeno 1. julija 2014.
- Lori Polster (1950)
- Raimond Schwab (1950–51)
- Franz Strehle (1951–53)
- Hans-Josef Kretschmann (1953–56)
- Emil Melcher (1956–57)
- Edmund Conen (1957–59)
- Theo Kirchberg (1959–60)
- Erich Garske (1960–62)
- Fritz Pliska (1962–65)
- Theo Kirchberg (1965–71)
- Gero Bisanz (1971–73)
- Friedhelm Renno (1973–74)
- Manfred Rummel (1974–75)
- Radoslav Momirski (1976)
- Willibert Kremer (1. julij 1976–22. november 81)
- Gerhard Kentschke (23. Nov 1981–30. junij 82)
- Dettmar Cramer (1. julij 1982–30. junij 85)
- Erich Ribbeck (1. julij 1985–30. junij 88)
- Rinus Michels (1. julij 1988–13. april 89)
- Jürgen Gelsdorf (13. april 1989–30. maj 91)
- Peter Hermann (31. maj 1991–30. junij 91)
- Reinhard Saftig (1. julij 1991–4. april 93)
- Dragoslav Stepanović (4. april 1993–7. april 95)
- Erich Ribbeck (10. april 1995–27. april 96)
- Peter Hermann (28. april 1996–30. junij 96)
- Christoph Daum (1. julij 1996–21. oktober 00)
- Rudi Völler (21. oktober 2000–11. november 00)
- Berti Vogts (12. november 2000–20. maj 01)
- Klaus Toppmöller (1. julij 2001–15. februar 03)
- Thomas Hörster (16. februar 2003–10. maj 03)
- Klaus Augenthaler (13. maj 2003–16. september 05)
- Rudi Völler (16. september 2005–9. oktober 05)
- Michael Skibbe (9. oktober 2005–21. maj 08)
- Bruno Labbadia (1. julij 2008–5. junij 09)
- Jupp Heynckes (5. junij 2009–1. julij 11)
- Robin Dutt (1. julij 2011–1. april 12)
- Sami Hyypiä (1. april 2012–5. april 2014)
- Sascha Lewandowski (5. april 2014–1. julij 2014)
- Roger Schmidt (1. julij 2014–5. marec 2017)
- Tayfun Korkut (6. marec 2017–danes)